# Барски петлован
Барски петлован (лат. Rallus aquaticus) врста је птице из породице барских кока (Rallidae). Насељава велике делове Европе, Азије и северне Африке. Гнезди се у воденим стаништима богатим воденом вегетацијом. Северне и источне популације ове врсте су селице, док су популације које насељавају топлије делове ареала станарице.

## Опис
Одрасле јединке номиналне подврсте достижу дужину од 23–28 cm, док њихов распон крила достиже дужину од 38–45 cm. Мужјаци по правилу теже 114–164 g, док су женке нешто лакше и теже 92–107 g. Перје на горњем делу тела од чела до репа је маслинасто смеђе боје са црним пругама, нарочито на раменима. Бочне стране главе и доњи делови тела до горњег дела трбуха су тамношкриљчастоплави, сем црнпурастог дела између кљуна и очију, бочних страна горњег дела груди који су смеђе боје. Бокови су пругасти црно-бели, а доња страна репа је бела са пар тамнијих пруга. Кљун је дуг, беоњаче су црвене, а ноге смеђе. Мужјаци и женке су сличног изгледа, иако су женке незнатно мање од мужјака, и имају тањи кљун, одређивање пола само на основу величине није поуздано. Након гнежђења барски петлован због митарења не може да лети три недеље.

## Подврсте
Постоје три признате подврсте:
- (1758). Номинална подврста се гнезди у Европи, Северној Африци, Турској и западној Азији до Каспијског језера и западног Казахстана и у уском појасу на истоку до централног Сибира.[4]
- (1931). Исландска подврста, чије је перје на горњем делу тела топлије смеђе боје у односу на номиналну подврсту. Пруге на боковима су тамносмеђе, а не црне, а кљун је нешто краћи, сиви делови доње стране тела могу имати смеђе примесе.[4]
- (1905). Ова подвста се гнезди у јужном делу средње Азије, у јужном и источном Ирану, источној Кини и на Индијском потконтиненту у Кашмиру и Ладаку. Мало је већа од номиналне подврсте, перје на горњем делу тела је светлије смеђе боје, а на доњем делу тела је светлије шкриљчасте боје. Има танку смеђу пругу по средини ока.[4][6]

Исландска подврста барског петлована R. a. hibernans, изумрла је око 1965, као последица губитка станишта због исушивања мочвара и увођења америчке видрице.

## Распрострањеност и станиште
Барски петлован се гнезди широм Европе, Азије и северне Африке, од Исланда и Британских острва на западу, преко Северне Африке и Саудијске Арабије, све до западне Кине на истоку. Распрострањеност у Азији није довољно проучена.
Станишта у којима се гнезди су водене површине са стајаћом или споро текућом водом и густом, високом вегетацијом, као што је трска, шевар, перуника и шаш.

## Гнежђење
Гнездо обично прави мужјак, а као материјал користи водену вегетацију. Прављење гнезда обично траје један дан. Уздигнуто је око 15 cm изнад површине мочваре. У случају када расте ниво воде може бити уздигнуто више од 15 cm. Широко је 13–16 cm и високо око 7 cm. Добро је скривено, а могуће му је прићи уским стазама.
Величина легла у већем делу ареала је обично 6–11 јаја, али је у Кашмиру на надморској висини око 1.500 m легло мање и њему се налази 5–8 јаја.
Оба родитеља леже на јајима, али женка на њима лежи дужи временски период. Инкубација траје 19–22 дана, а проценат излегања је најмање 87%. Храну доноси родитељ који не лежи у гнезду, након излегања птића, родитељ који се налази у гнезду храну преузима и храни птиће. Птићи су потркушци, који гнездо напуштају у року од два дана након излегања, али родитељи настављају да их хране и након тога, птићи су након пет дана способни да сами налазе храну. Након 20–30 дана постају самостални, а када су стари 7–9 недеља у стању су да лете.

## Галерија
- Шкотска
- Врхника, Словенија
- Украјина